# Ваздушно пристаниште Београд
Ваздушно пристаниште Београд изграђено је на ливади која се звала Дојно поље, између Бежанијске косе и леве обале Саве, око два километра јужно од Земуна, био је у функцији од 1927. када је отворен па све до 1963. када је изграђен нови аеродром у Сурчину.

## Изградња аеродрома
Првобитно се размишљало о аеродрому са десне обале Саве, али није нађен одговарајући терен. Преговори Министарства Војног, одн. Ваздухопловне команде, и бежанијске општине за откуп 180 јутара (≈ 103,6 ха) земље су завршени пред крај 1922. Радило се о мочварном земљишту које је морало бити исушено и регулисано. Земља је плаћена 10.000 динара по јутру, али је отворена и могућност експропријације јер су сељаци почели да отказују уговоре.
Покрајинска управа у Загребу је априла 1923. одлучила да се земља одузме од Земљишне заједнице села Бежаније у корист интернационалног аеродрома друштва „Франко-Румен”, што је министарски савет усвојио тек марта 1924, са даном експропријације следећег 2. октобра (сада се земљиште назива плодним и обрађеним; занимљиво да се као боља локација предлаже поље Забранчић код Сурчина).
Експропријација земљишта и радови на насипању терена и његовој стабилизацији отпочели су током 1923. али су се због недостатка средстава одужили пуне две године, тако да је крајем 1925. отпочела изградња аеродромске инфраструктуре.
Пројектом посебног грађевинског бироа Одељења за ваздухопловство у Петроварадину, аеродром на данашњем Новом Београду замишљен је као војноцивилни, са заједничким летилиштем. За цивилни део одређен је простор у северозападном делу комплекса (према садашњем Студентском граду), а за војни - дуж пута за Бежанију. У првој фази је планирана изградња шест великих бетонских хангара - по три за војску и за цивиле.

## Отварање и период функционисања аеродрома
Тек отварањем овог престоничног аеродрома, Краљевство СХС је на прави начин испунило обавезу коју је преузело још 1919, потписивањем Конвенције о међународном ваздушном саобраћају, а Београд је могао боље да искористи предност свог положаја за шире укључивање у систем међународног ваздушног саобраћаја. Од фебруара 1928. године са новог аеродрома полећу и авиони прве домаће авио компаније, "Аеропут".
На аеродрому је 1931. године изграђена модерна пристанишна, аеродромска зграда, а 1936. уграђена је и опрема за слетање при слабој видљивости. Током Другог светског рата аеродром су користили Немци. Они су га и оштетили 1944. године, при повлачењу из Београда. Обновљен је 1945. године и служио као главни аеродром до изградње новог аеродрома у Сурчину 1962. године. Порушен је 1964. године.

## Простор аеродрома данас
На простору аеродрома данас се налази модеран пословни парк Ерпорт сити.
Од целокупног комплекса некадашњег аеродрома остао је сачуван само бетонски хангар који је служио за монтажу и оправке авиона. Направљен је 1931. године према решењу нашег прослављеног научника Милутина Миланковића.

## Занимљивости
На овом аеродрому је 1959. године сниман филм Љубав и мода.